# Physical Review
Physical Review — науковий журнал, що рецензується, з фізики, який видає Американське фізичне товариство. Physical Review заснований Едвардом Ніколсоном і виходить у світ з 1893 року. Журнал публікує як оригінальні дослідження, так і оглядові наукові статті чи огляди літератури. Зараз видається третя серія журналу.  
Зважаючи на зростання обсягу наукових досліджень та збільшення кількості наукових статей, єдиний спочатку журнал розбився в нашу епоху на кілька окремих журналів, присвячених певним розділам фізики. Більшість із них публікується в наш час з  періодичністю 4 випуски на місяць. 
Для публікацій, що містять найважливіші результати й вимагають швидкого опублікування, призначений журнал Physical Review Letters.

## Журнали
| Журнал                                                      | Скорочення                                                       | Імпакт-фактор | Публікується  | Галузь | вебсайт |
| ----------------------------------------------------------- | ---------------------------------------------------------------- | ------------- | ------------- | --- | --- |
| Physical Review Series I                                    | Phys. Rev.                                                       |               | 1893—1912     | Уся фізика | Всі томи [Архівовано 11 серпня 2012 у Wayback Machine.]                                                                   |
| Physical Review Series II                                   | Phys. Rev.                                                       |               | 1913—1969     | Уся фізика | Всі томи [Архівовано 11 серпня 2012 у Wayback Machine.]                                                                   |
| Physical Review Letters                                     | Phys. Rev. Lett. [Архівовано 11 березня 2010 у Wayback Machine.] | 6.944 (2007)  | 1958—present  | Важливі фундаментальні результати в усіх галузях фізики                                                              | 1958—2002 [Архівовано 11 серпня 2012 у Wayback Machine.] 2003— дотопер [Архівовано 11 березня 2010 у Wayback Machine.]    |
| Physical Review A                                           | Phys. Rev. A [Архівовано 8 грудня 2008 у Wayback Machine.]       | 2.893 (2007)  | 1970—наш час  | Атомна, молекулярна фізика та оптика                                                                                 | 1970—2002 [Архівовано 11 серпня 2012 у Wayback Machine.] 2003— дотепер [Архівовано 8 грудня 2008 у Wayback Machine.]      |
| Physical Review B                                           | Phys. Rev. B [Архівовано 14 вересня 2002 у Library of Congress]  | 3.172 (2007)  | 1970—наш час  | Фізика конденсованих середовищ та матеріалознавча фізика                                                             | 1970—2002 [Архівовано 11 серпня 2012 у Wayback Machine.] 2003— дотепер [Архівовано 14 вересня 2002 у Library of Congress] |
| Physical Review C                                           | Phys. Rev. C [Архівовано 16 грудня 2008 у Wayback Machine.]      | 3.302 (2007)  | 1970— наш час | Ядерна фізика | 1970—2002 [Архівовано 11 серпня 2012 у Wayback Machine.] 2003— дотепер [Архівовано 16 грудня 2008 у Wayback Machine.]     |
| Physical Review D                                           | Phys. Rev. D [Архівовано 8 грудня 2008 у Wayback Machine.]       | 4.696 (2007)  | 1970— наш час | 1970—2002 [Архівовано 11 серпня 2012 у Wayback Machine.] 2003— дотепер [Архівовано 8 грудня 2008 у Wayback Machine.] | |
| Physical Review E                                           | Phys. Rev. E [Архівовано 14 вересня 2002 у Library of Congress]  | 2.483 (2007)  | 1993— наш час | Статичтична, нелінійна фізика та фізика м'якої речовини                                                              | 1970—2002 [Архівовано 11 серпня 2012 у Wayback Machine.] 2003— дотепер [Архівовано 14 вересня 2002 у Library of Congress] |
| Physical Review Focus                                       | Phys. Rev. Focus [Архівовано 20 травня 2009 у Wayback Machine.]  |               | 1998— наш час | Selections from the Physical Review Journals                                                                         | Всі томи [Архівовано 20 травня 2009 у Wayback Machine.]                                                                   |
| Physical Review Special Topics — Accelerators and Beams     | Phys. Rev. ST AB [Архівовано 8 грудня 2008 у Wayback Machine.]   | 1.457 (2007)  | 1998— наш час | Прискорювачі частинок та пучки                                                                                       | Всі томи [Архівовано 8 грудня 2008 у Wayback Machine.]                                                                    |
| Physical Review Special Topics — Physics Education Research | Phys. Rev. ST PER [Архівовано 12 грудня 2008 у Wayback Machine.] |               | 2005— наш час | Фізична освіта | Всі томи [Архівовано 12 грудня 2008 у Wayback Machine.]                                                                   |
| Physics                                                     | Physics [Архівовано 17 лютого 2012 у WebCite]                    |               | 2008— наш час | Уся фізика | All volumes [Архівовано 17 лютого 2012 у WebCite]                                                                         |